# Andalucía (kommun)
Andalucía är en kommun i Colombia.   Den ligger i departementet Valle del Cauca, i den centrala delen av landet, 230 km väster om huvudstaden Bogotá. Antalet invånare är 18 136. Arean är 168 kvadratkilometer.
Terrängen i Andalucía är varierad.